# نوكلياز خارجية

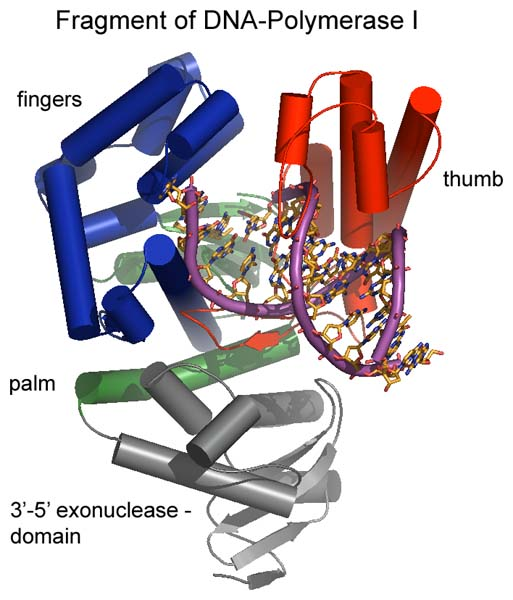
3' إلى 5' نوكلياز خارجية WRN مع المواقع المفعلة باللون الأصفرI

نوكلياز خارجية(بالإنجليزية: Exonuclease)‏ وهي مجموعة من الانزيمات التي تشق النيوكليوتيدات بشكل تسلسلي من النهايات الحرة من خطي ركيزة الحمض النووي .
تعمل هذه الانزيمات عن طريق شق النيوكليوتيدات واحدة في وقت واحد من نهاية (EXO) من سلسلة عديد النوكليوتيد. A و رد الفعل لها يكون في تكسير سلسلة الفسفودیستر إما في 3 'أو 5' نهايات في الوسيط (إندو) من سلسلة عديد النوكليوتيد. حقيقيات النوى وبدائيات النوى دينا ثلاثة أنواع من exonucleases المشاركة في دوران طبيعي من مرنا : 5 'إلى 3' نوكلياز خارجية، وهي تعتمد decapping بروتين، 3 'إلى 5' نوكلياز خارجية، وهو بروتين مستقل، وبولي (A) محددة 3 'إلى 5' نوكلياز خارجية.

## وصلات اضافية
- Exonucleases في المكتبة الوطنية الأمريكية للطب نظام فهرسة المواضيع الطبية (MeSH).

قالب:Nucleases